# Piper plurinervosum
Piper plurinervosum är en pepparväxtart som beskrevs av Truman George Yuncker. Piper plurinervosum ingår i släktet Piper och familjen pepparväxter. Inga underarter finns listade i Catalogue of Life.